# Abbazia di Pannonhalma
L'Arciabbazia di Pannonhalma è un'abbazia di Pannonhalma fondata nel 996 e sede della Congregazione d'Ungheria dell'Ordine di San Benedetto, nonché uno dei più vecchi monumenti storici dell'intera Ungheria. All'interno dell'abbazia si trova un'università di teologia che prende il nome da San Gerardo Sagredo.
Si trova nei pressi della città, sulla cima di un colle alto 282 m. Si tramanda che San Martino di Tours sia nato ai piedi di questa collina, a causa del suo nome originale, Monte di San Martino (Márton-hegy in ungherese), dal quale il monastero prende il nome alternativo di Márton-hegyi Apátság. È il secondo monastero del mondo per dimensione, preceduto solo dall'Abbazia di Montecassino. L'abbazia fa parte di una circoscrizione ecclesiastica autonoma rispetto alle diocesi circostanti, chiamata abbazia territoriale di Pannonhalma.

## Storia
Fu il primo monastero Benedettino ungherese, fondato nel 996 dal Principe Géza, il quale lo scelse come sede dei monaci, e ben presto divenne la sede dell'intero ordine. Il monastero venne costruito in onore di San Martino di Tours. Il figlio di Géza, re Stefano I, donò beni e proprietà al monastero. Astrik (Anastasius) ne fu il primo abate.
Il più antico documento ancora esistente ad utilizzare la lingua ungherese, la Carta dell'Abbazia Benedettina di Tihany, datata al 1055, è ancora conservata nella biblioteca. I primi edifici della comunità vennero distrutti e ricostruiti nel 1137. Le colonne della Basilica e gli antichi archi gotici vennero costruiti all'inizio del XIII secolo, utilizzando le mura della chiesa precedente. Nel 1486 venne ricostruito sotto Re Mattia in stile gotico.
Il monastero divenne arciabbazia nel 1541 e, in seguito all'invasione ottomana dell'Europa del XVI e XVII secolo, venne trasformato in fortezza. Durante i 150 anni d'occupazione turca i monaci dovettero abbandonare l'arciabbazia per periodi più o meno lunghi. Solo in seguito furono in grado di far partire i lavori per la ricostruzione delle parti danneggiate. Durante la guida dell'arciabate Benedek Sajghó venne iniziata la costruzione di un nuovo edificio barocco.
Nel XVII e XVIII secolo vennero aggiunti ricchi ornamenti barocchi e nuove estensioni, buona parte della facciata risale a questo periodo. Assunse l'aspetto attuale nel 1832, con la biblioteca e la torre, costruite in stile classicista. Il XVIII secolo, era dell'Illuminismo, influenzò anche la vita dei monasteri. Lo stato e i monarchi giudicarono le opere delle comunità in base ad un'utilità immediata, tollerando solo quegli ordini che gestivano asili, scuole od ospedali. Negli anni 1860, Ferenc Storno organizzò le principali innovazioni, la maggior parte delle quali nella basilica.
Dopo il 1945 le proprietà dell'ordine e le scuole gestite dai Benedettini vennero confiscate dallo stato comunista dal 1950 fino alla caduta del comunismo ungherese. Nel 1995, un anno prima del millennio, il complesso venne ristrutturato e rinnovato. Nel 1996 il Monastero benedettino millenario di Pannonhalma e il suo ambiente naturale vennero inserito dall'UNESCO tra i Patrimoni dell'umanità.

### Visite
Pannonhalma venne visitato, tra gli altri, da Alessio II (patriarca di Mosca) nel 1994, Papa Giovanni Paolo II nel 1996 e da Bartolomeo I (Patriarca di Costantinopoli) e Tenzin Gyatso (XIV Dalai Lama) nel 2000. Nel 2005 venne girato un film sull'arciabate Asztrik Várszegi intitolato A közvetítő ("Il mediatore").

## Descrizione
Del complesso fanno parte una basilica completa di cripta risalente al tredicesimo secolo), i chiostri, la biblioteca monumentale con 360.000 volumi e il refettorio barocco (con molteplici esempi di Trompe-l'œil). All'interno è presente anche la Scuola Secondaria Benedettina, un collegio maschile. Il monastero è abitato da circa 50 monaci.

### Basilica e cripta
L'attuale chiesa di Pannonhalma, residuato monarchico di stile gotico, venne costruita all'inizio del tredicesimo secolo durante la guida dell'abate Uros, consacrata probabilmente nel 1224. Recenti scoperte archeologiche nei sotterranei della basilica ne hanno permesso la datazione all'XI secolo. La parte più antica tra quelle visibili è il muro della navata sud. Risalente al XII secolo, è l'unico resto della seconda chiesa costruita in quel luogo, consacrata nel 1137 sotto l'abate Dávid.
Durante gli scavi sono stati trovati due porte murate in sagrestia. Una di queste era presumibilmente l'entrata nord della chiesa dell'abate Dávid, mentre l'altra era quella usata dall'abate Uros. Nel terreno sottostante l'altare è stata rinvenuta una tomba, probabilmente appartenente ad Uros.
La chiesa venne ampliata durante il regno di Re Mattia. In questo periodo venne ricostruito il soffitto del santuario, le estremità orientali delle navate e la Cappella di San Benedetto da Norcia, fondatore dell'ordine Benedettino. Durante l'occupazione turca tutto l'arredamento venne distrutto. L'innovazione più significativa successiva all'occupazione è datata 1720; in quel periodo il monastero era guidato dall'arciabate Benedek Sajghó. Ferenc Storno fu l'ultimo ad effettuare lavori nella chiesa, nel 1860. In quel periodo vennero aggiunti l'altare maggiore, il pulpito, gli affreschi del soffitto e le vetrate superiori raffiguranti San Martino.

### Porta Speciosa e il chiostro
Nel Medioevo una delle entrate principali della chiesa era Porta Speciosa. Questo portone conduceva alla chiesa attraverso il chiostro (quadrum o quadratura) costruito nel tredicesimo secolo. Durante il Rinascimento Pannonhalma era quasi disabitato (non più di 6 o 7 monaci). Sotto il regno di Re Mattia, nel 1472, venne costruito il chiostro visibile anche adesso. Le costruzioni terminarono probabilmente nel 1486, come testimoniato dall'iscrizione trovata su una delle pietre angolari. Il lavoro venne presumibilmente svolto dagli ingegneri della famiglia reale.
Il piccolo giardino interno al chiostro venne chiamato Paradisum (Paradiso) e tendeva a copiare l'ideale biblico di paradiso terrestre.

### Biblioteca
La biblioteca venne completata all'inizio del diciannovesimo secolo. La parte longitudinale venne progettata e costruita da Ferenc Engel nel 1820. In seguito János Packh venne incaricato della sua espansione, e costruì la stanza ovale. Joseph Klieber, maestro viennese fu invece l'addetto agli ornamenti interni dell'edificio.
Sui quattro lati della sala ovale sono dipinte allegorie delle quattro facoltà universitarie medievali: Legge, Teologia, Medicina ed Arte. I manoscritti del tempo di San László sono stati catalogati a Pannonhalma. Al giorno d'oggi la collezione conta ben 360.000 volumi.

### Refettorio barocco
Nel diciottesimo secolo l'arciabate Benedek Sajghó (1722-1768) incaricò il fratello Carmelitano Atanáz Márton Witwer della progettazione degli elementi barocchi del monastero. La costruzione della sala rettangolare risale probabilmente alla seconda metà degli anni 1720. I dipinti sulle pareti furono fatti tra il 1728 ed il 1730 da Davide Antonio Fossati, artista svizzero che in seguito operò a Venezia. Gli affreschi sul soffitto mostrano l'apoteosi di Re Santo Stefano. Le sei famosissime scene bibliche raffigurate sulle pareti sono tematicamente connesse al mangiare: l'offerta d'aceto a Cristo sulla croce; la tentazione di Gesù nel deserto; Daniele nella gabbia dei leoni; il banchetto di Re Baldassarre; la decapitazione di San Giovanni Battista ed una scena di vita di San Benedetto da Norcia.

### Il monumento del millennio
Al fine di celebrare il millennio della colonizzazione magiara dell'896, vennero eretti sette monumenti sul Monte Basin, nei Carpazi. Uno di questi è ancora ammirabile all'interno del monastero di Pannonhalma. L'edificio avrebbe dovuto essere coperto da una cupola larga 26 metri a forma di doppia conchiglia con una colossale opera in ottone rappresentante la coronale reale ungherese. A causa del suo deterioramento la conchiglia esterna è stata smantellata nel 1937-38, e l'edificio prese la sua forma attuale. Due finestre illuminano l'interno, una stanza circolare coperta da una piccola cupola (che originariamente era la conchiglia interna). L'incompiuto affresco che orna il muro esterno rappresenta una visione allegorica della Fondazione dello stato ungherese e venne dipinto da Vilmos Aba Novák nel 1938.

### Cappella di Nostra Signora
La costruzione della Cappella di Nostra Signora iniziò nel 1714. In origine era un luogo di culto per la popolazione non nativa che abitava nelle vicinanze dell'abbazia. La cappella, con i suoi tre altari ed il piccolo organo settecentesco, venne restaurata nel 1865, periodo in cui vennero aggiunti gli ornamenti romantici di muri e portone. La cripta sottostante la chiesa servì da sepolcro dei monaci per secoli.

### L'arboreto (orto botanico)
Nel 1830 si potevano trovare almeno 80 alberi e vari cespugli sul territorio del monastero. Fu grazie al disegno di Fábián Szeder del 1840 che l'arboreto prese forma. Al giorno d'oggi conta centinaia d'alberi e cespugli, molti dei quali rappresentano specie rare in Ungheria.

### Gli archivi
Negli archivi di Pannonhalma dell'arciabbazia si può trovare una delle collezioni più ricche di documenti risalenti ai primi secoli di vita dello Stato. Include documenti di Santo Stefano (1001-1002) e l'atto di fondazione dell'abbazia di Tihany (1055), il primo documento conosciuto a contenere parole di lingua ungherese. Gli archivi della Pannonhalma medievale, un monastero con il diritto di emettere documenti ufficiali (locus authenticus), e quelli delle abbazie di Bakonybél, di Tihany e di Dömölk costituiscono entità separate. Gli archivi raggruppano documenti dell'ufficio dell'arciabate, della Scuola Teologica e dell'ex Collegio Benedettino, della ex Scuola Secondaria e di quella attuale, delle case che dipendono dai Benedettini, degli uffici finanziari dell'arciabbazia e delle parrocchie che appartenevano al controllo territoriale del monastero: una quasi-diocesi sotto il controllo diretto dell'arciabate. La collezione contiene anche documenti delle famiglie Guary, Somogyi, Chernel, Kende, Erdődy e Lónyay, in parte come deposito ed in parte come eredità. Gli archivi coprono una distanza di 192 metri.

### Istituzioni scolastiche
All'interno dell'abbazia si trova un'università di teologia che prende il nome da San Gerardo Sagredo.
La scuola secondaria del monastero è un collegio maschile, uno dei più importanti d'Ungheria.
Il suo utilizzo iniziò poco dopo la costruzione del monastero per poi subire un arresto durante l'occupazione turca, e riprendere funzione nel 1690. Dopo essere stata chiusa e riaperta più volte, nel 1939 divenne una scuola di stampo italiano che poneva molta attenzione sullo studio della nostra cultura e lingua. Fu tra le poche scuole cattoliche a non chiudere durante il regime comunista. Al giorno d'oggi accoglie circa 300 studenti, ed il suo corso dura dai 4 ai 6 anni.

### Altro
Nei dintorni del monastero si possono osservare anche:
- Via della Croce (Barocco, 1724)
- Torre d'osservazione del Beato Maurizio all'interno del bosco

## Attività di produzione vinicola
La produzione vinicola iniziò nella regione di Pannonhalma-Sokoróalja quando i monaci Benedettini ne fondarono il monastero nel 996. I tumulti politici e sociali seguiti alla Seconda guerra mondiale resero impossibile la prosecuzione della secolare tradizione, dal momento che proprietà e vigne vennero confiscate dallo stato comunista. Nei decenni seguenti, i monaci che vivevano a Pannonhalma non tentarono di ripristinarne la tradizione. Dopo la caduta del comunismo i monaci ripresero la produzione vinicola. Nel 2000 l'abbazia ricomprò le vigne confiscate e riprese la semina dei vigneti nello stesso anno. Le vigne coprono un'area di 2.000 m² ed hanno una capacità di 3.000 hl. Le varietà principali sono il Riesling, il Sauvignon, il Gewürztraminer, il Welchriesling, l'Ezerjó ed il Sárfehér. Inoltre, sono state avviate le coltivazioni di vini internazionali quali il Chardonnay, il Pinot bianco, il Pinot nero, il Merlot ed il Cabernet Franc. Adesso ci sono 37 ettari coltivati; la prima vendemmia avvenne nel 2003.